# Claudia Ritter

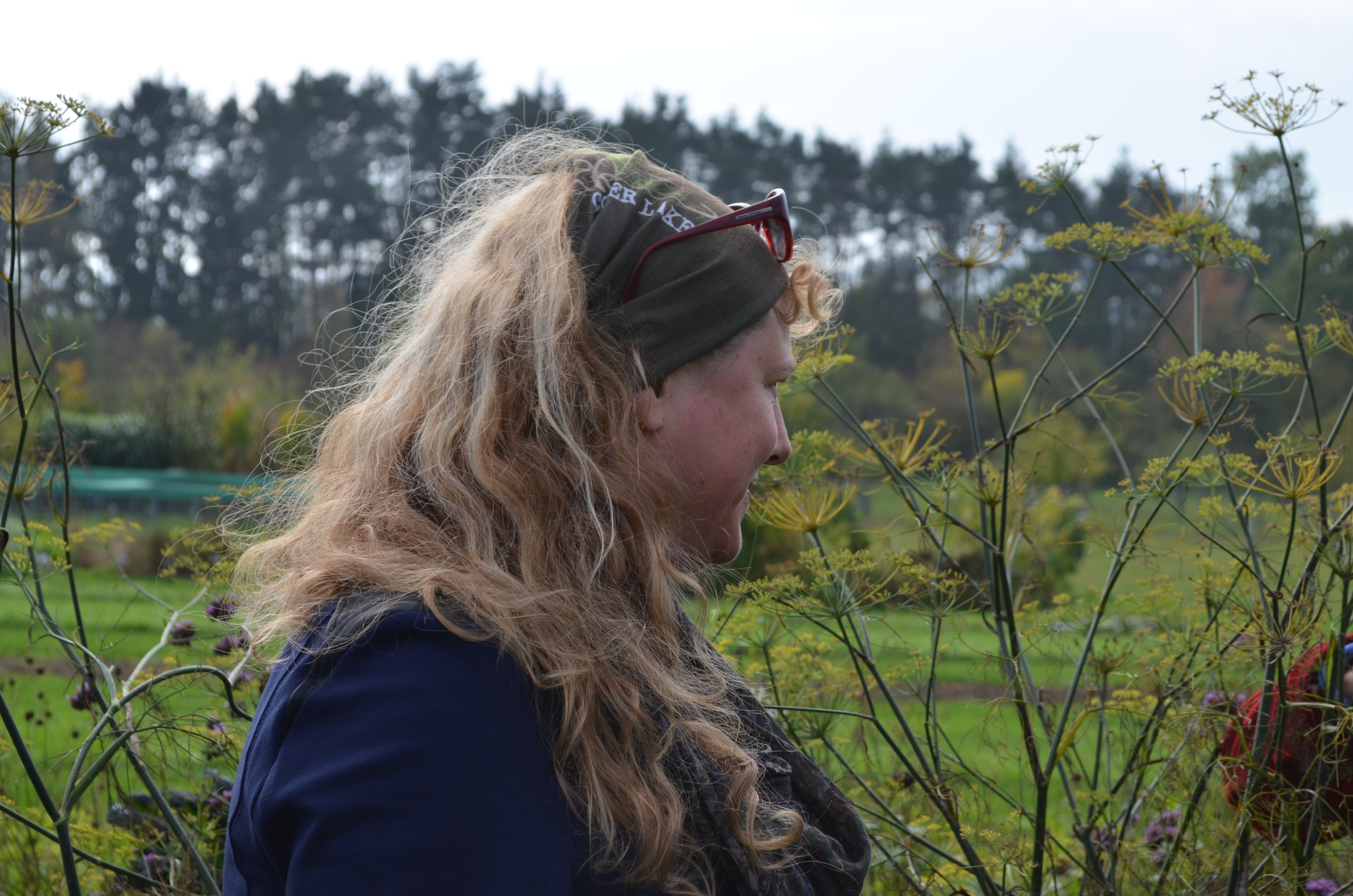
Claudia Ritter, Exkursion 2019

Claudia Ritter (* 1968) ist eine deutsche Heilpraktikerin und Sachbuchautorin. Ihre Werke thematisieren vorwiegend die Nutzung sowie die Wirkung von Heilpflanzen.

## Leben
Zwischen 2010 und 2014 veröffentlichte sie zahlreiche Beiträge in naturheilkundlichen Fachzeitschriften. Darunter waren CO.med, Der Heilpraktiker, Naturheilpraxis mit Naturmedizin, Die Hebammenzeitschrift, naturheilkunde-journal und die Deutsche Heilpraktiker-Zeitschrift.
Seit 2013 ist Claudia Ritter auch als Buchautorin tätig. Ihre 20 Werke sind in mehreren Verlagen erschienen wie bei Ulmer, Nikol, Humboldt, AT-Verlag sowie bei Gräfe und Unzer. Einige ihrer Bücher wurden in mehrere Sprachen übersetzt.
2020 wurde sie zum Mitglied der Kommission E berufen, einer wissenschaftlichen Sachverständigenkommission für pflanzliche Arzneimittel.
Claudia Ritter betreibt eine Naturheilpraxis in Weiden in der Oberpfalz.

## Bücher
- Heimische Nahrungspflanzen als Heilmittel. Aktualisierte und überarbeitete Auflage, Nikol, 2019, ISBN 978-3-86820-500-8.
- Nebenwirkungen der Krebstherapie lindern: Wirksame Pflanzenheilkräfte. Zielgerichtete Ernährung. Nymphenburger, 2015, ISBN 978-3-485-02833-2
- Superfood von A bis Z gegen Krebs: 101 Gewürze, Früchte und Gemüse. Herbig, 2016, ISBN 978-3-7766-2793-0.
- Schlafmohn, Engelwurz und Aphrodites Quitten: Die Pflanzen der Heiligen und Gottheiten. Stocker, 2016, ISBN 978-3-7020-1618-0.
- Heilpflanzen. Signatur und Botschaft: Zeichensprache der Natur erkennen und nutzen. Ulmer Verlag, 2016, ISBN 978-3-8001-0394-2.
- Hexenkräuter: Kräuterfrauenwissen neu entdecken. Ulmer Verlag 2018, ISBN 978-3-8186-0366-3.
- Heilpflanzen für die Seele: Ängste, Schlafstörungen, Burnouts und Depressionen natürlich behandeln. Nikol, 2019, ISBN 978-3-86820-538-1.
- Gesund mit Selleriesaft: Entzündungen hemmen, den Darm in Balance bringen und das Immunsystem stärken. Riva Verlag, 2019, ISBN 978-3-7423-1205-1.
- Natürlich durch die Wechseljahre: Mit 20 Heilkräutern körperliche und seelische Beschwerden behandeln. Mit bewährten Rezepturen zum Selbermachen. humboldt, 2020, ISBN 978-3-8426-2935-6.
- Heilpflanzenkraft gegen Viren: Natürlich vorbeugen, Infekte behandeln, Abwehrkräfte stärken. Eugen-Ulmer-Verlag, 2020, ISBN 978-3-8186-1320-4.
- Ingweröl: Vielseitige Pflanzenkraft für Körper und Seele. Eugen-Ulmer-Verlag 2020, ISBN 978-3-8186-1137-8.
- Natürliche Stresskiller: Mehr Energie und Lebensqualität durch aktive Pflanzenstoffe. Gräfe und Unzer, 2021, ISBN 978-3-8338-7550-2.
- Pflanzliche Antibiotika selbst gemacht: Heilen und vorbeugen mit Gewürzen und Kräutern. Eugen-Ulmer-Verlag, 2021, ISBN 978-3-8186-1361-7.
- Hashimoto natürlich behandeln: Die ganzheitliche Therapie bei chronischer Schilddrüsenentzündung. humboldt, 2021, ISBN 978-3-8426-2999-8.
- Natürliche Blutdrucksenker: Wie Sie mit pflanzlichen Mitteln Ihren Bluthochdruck in den Griff bekommen. Gräfe und Unzer, 2021, ISBN 978-3-8338-7807-7
- Gewürze & Kräuter als Heilmittel: vorbeugen und heilen. Nikol, 2022, ISBN 978-3-86820-686-9
- Hildegard von Bingen: Heilpflanzen, Ernährung und Heilkunde. Nikol, 2022, ISBN 978-3-86820-672-2
- Immunsystem stärken mit Heilpflanzen aus Natur und Garten: 100 Rezepte mit heimischen Wildkräutern, Beeren und Nüssen. Extra: Darmgesundheit stärken. Eugen-Ulmer-Verlag, 2022, ISBN 978-3-8186-1920-6
- Chronische Darmkrankheiten natürlich behandeln: Heilpflanzen bei Reizdarm, Morbus Crohn, Colitis ulcerosa und Divertikeln. Mit Rezepten und Anwendungsbeispielen, AT Verlag, 2023, ISBN 978-3-03902-166-6.
- Bitterstoffe: Vorbeugen, heilen und genießen in 100 Rezepten. Für Stoffwechsel, Darm und Immunsystem. Eugen-Ulmer-Verlag, 2023, ISBN 978-3-8186-2157-5.
- Diabetes natürlich behandeln: wirksame Heilpflanzen und wichtige Vitalstoffe bei Typ-2-Diabetes: mit zahlreichen Rezepten aus der Naturheilpraxis und der Küche, AT Verlag, 2024, ISBN 978-3-03902-207-6.
- Wildes im Glas: Wildkräuter & Wildfrüchte haltbar machen: mit 111 Rezepten, Eugen-Ulmer Verlag, 2024, ISBN 978-3-8186-1941-1.